# Steatoda distincta
Espèce
Synonymes
- Latrodectus distinctus Blackwall, 1859

Steatoda distincta est une espèce d'araignées aranéomorphes de la famille des Theridiidae.

## Distribution
Cette espèce est endémique de l'île de Madère à Madère au Portugal.

## Publication originale
- Blackwall, 1859 : Descriptions of newly discovered spiders captured by James Yate Johnson Esq., in the island of Madeira. Annals and Magazine of Natural History, sér. 3, vol. 4, p. 255-267 (texte intégral).